# Meridiano 115 E
O meridiano 115 E é um meridiano que, partindo do Polo Norte, atravessa o Oceano Ártico, Ásia, Oceano Índico, Australásia, Oceano Antártico, Antártida e chega ao Polo Sul. Forma um círculo máximo com o Meridiano 65 W.
Começando no Polo Norte, o meridiano 115º Este tem os seguintes cruzamentos:
| País, território ou mar | Notas                                                                            |
| ----------------------- | -------------------------------------------------------------------------------- |
| Oceano Ártico           |                                                                                  |
| Mar de Laptev           |                                                                                  |
| Rússia                  | Iacútia Oblast de Irkutsk Buriácia Krai de Zabaykalsky                           |
| Mongólia                |                                                                                  |
| China                   | Mongólia Interior Hebei Henan Shandong Henan Anhui Henan Hubei Jiangxi Guangdong |
| Mar da China Meridional | Passa nas Ilhas Spratly, disputadas entre China e Vietname                       |
| Brunei                  | Na ilha de Bornéu                                                                |
| Malásia                 | Na ilha de Bornéu                                                                |
| Indonésia               | Na ilha de Bornéu                                                                |
| Mar de Java             |                                                                                  |
| Mar de Bali             |                                                                                  |
| Indonésia               | Ilha de Bali                                                                     |
| Oceano Índico           |                                                                                  |
| Austrália               | Austrália Ocidental                                                              |
| Oceano Índico           |                                                                                  |
| Austrália               | Austrália Ocidental                                                              |
| Oceano Índico           |                                                                                  |
| Oceano Antártico        |                                                                                  |
| Antártida               | Território Antártico Australiano, reclamado pela Austrália                       |